# Michelia
Michelia es un antiguo género botánico con 50 especies de plantas  fanerógamas perteneciente a la familia de las magnoliáceas, orden Magnoliales. Ahora, este género es un sinónimo de Magnolia.
Son árboles o arbustos perennes nativos de regiones tropicales y subtropicales del sur y sudeste de Asia (Indochina), incluyendo el sur de China.

## Especies seleccionadas
- Michelia alba DC.
- Michelia balansae (DC.) Dandy
- Michelia banghamii Noot.
- Michelia baviensis Finet & Gagnep.
- Michelia cathcartii Hook.f. & Thomson
- Michelia celebica Koord.
- Michelia champaca L.
- Michelia chapensis Dandy
- Michelia compressa (Maxim.) Sarg.
- Michelia doltsopa Buch.-Ham. ex DC.
- Michelia excelsa Bl. ex Wall. - champa de Nepalia[2]
- Michelia figo (Lour.) Spreng.
- Michelia floribunda Finet & Gagnep.
- Michelia fogii
- Michelia formosana (Kaneh.) Masam. & Suzuki
- Michelia kisopa Buch.-Ham. ex DC.
- Michelia lanceolata E.H.Wilson
- Michelia longifolia Blume
- Michelia macclurei Dandy var. sublanea Dandy
- Michelia maudiae Dunn
- Michelia montana Blume
- Michelia nilagerica Zenker
- Michelia rajaniana Craib
- Michelia subulifera Dandy
- Michelia tsiampaca L.
- Michelia tsoi Dandy
- Michelia velutina DC.
- Michelia yunnanensis Franch. ex Finet & Gagnep.